# Aspergillus fumigatus
Espèce
Aspergillus fumigatus est un champignon du genre Aspergillus, responsable d'infections sévères chez les humains et chez les oiseaux. Chez les humains, il est responsable de maladies comme l'aspergillose bronchopulmonaire et l'aspergillome, chez les oiseaux il est responsable de l'aspergillose aviaire.

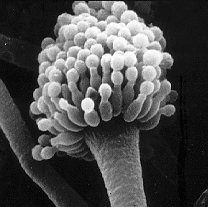
Aspergillus fumigatus vu au microscope électronique.

L'épandage massif de fongicides agricoles — qui ont souvent des modes d'action similaires aux médicaments antimycosiques — induit une résistance aux azoles chez Aspergillus fumigatus. Ce champignon n'est pourtant pas un pathogène pour les plantes mais est présent dans les sols traités. Dans les hôpitaux néerlandais, jusqu'à 20 % des cas impliquent des souches résistantes,,.

## Identification
Les Aspergillus sont de bons antigènes qui forment dans l'organisme parasité des anticorps caractéristiques.
Le diagnostic peut se faire à l'examen direct ou en culture. Cette dernière se réalise sur une gélose de Sabouraud additionnée d'antibiotiques, ou une gélose à l'extrait de malt.

## Pathologie

### Aspergilloses
C'est la plus fréquente des affections à Aspergillus.
Elle est caractérisée
- au point de vue clinique, par la présence à intervalles réguliers de petites hémoptysies de sang rouge.
- au point de vue radiologique, par une image arrondie, surmontée d'un croissant clair, située en général à l'apex d'un lobe supérieur.

La pneumonie aspergillaire autrefois exceptionnelle, est maintenant plus fréquente car elle se développe chez des individus soit affaiblis par une autre maladie, soit sous traitement immuno-suppresseur. 
Elle est extrêmement grave : les symptômes sont ceux d'une pneumonie avec fièvre et leucocytose.
Le 13 juin 2008, la revue Lancet signale le décès d'un jardinier britannique mort après avoir respiré des spores d'un champignon microscopique Aspergillus fumigatus contenu dans de la matière organique en décomposition qu'il avait répandue la veille.
La prévention des aspergilloses à domicile a fait l'objet d'une étude par le CHU de Nantes : il est indispensable pour les sujets immunodéprimés d'éviter d'inhaler l'air dans des situations environnementales dégradées par la mise en suspension de spores dans l'air, notamment il convient de fermer les fenêtres des habitations lorsqu'elles sont à proximité de situations mettant en mouvement ce type de spores, tels des chantiers de construction ou rénovation, des travaux agricoles ou de jardinages, et de nettoyer de façon approfondie et de manière régulière avec un aspirateur équipé d'un filtre HEPA toutes les pièces de l'environnement domestique concerné, et d'effectuer un nettoyage des meubles et tissus avec des produits ménagers appropriés. Il convient d'entretenir et changer régulièrement la literie (matelas et oreiller), d'éviter les parfums d'intérieur chimiques, les plantes, et prohiber le tabac.

### Toxicoses

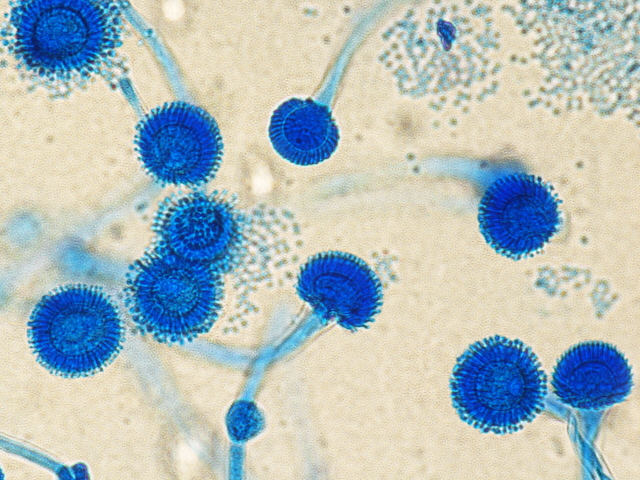
Aspergillus fumigatus

Aspergillus fumigatus produit de nombreux métabolites sources de toxicité, comme les clavines ou les gliotoxines. 